# یم
یم (اوگاریتی: 𐎊؛ «دریا») خدای نماد دریا و سایر منابع آبی بود که در مناطق گوناگونی از ساحل شرقی دریای مدیترانه و همچنین در داخل سوریه مدرن پرستیده می‌شد.

## متن‌های اوگاریتی
یم بیشتر از طریق متن‌های اوگاریتی شناخته می‌شود، گرچه او خدایی رده پایین در پانتئون اوگاریتی بود.